# Словенська Вас (Шентруперт)
Словенська Вас (словен. Slovenska vas) — поселення в общині Шентруперт, регіон Південно-Східна Словенія, Словенія.